# REMAX
La torreta REMAX (en portugués: Reparo de Metralhadora automatizada X) es una estación de armamento controlado a remoto producida por el consorcio brasileño hecho por la unión de los ingenieros del Ejército de Brasil y de Ares Aeroespacial e Defesa S.A., conocido como CTEx.

## Diseño y características
Su diseño, de tipo torreta, es muy flexible y le permite recibir distintas configuraciones de armas, entre ellas ametralladoras de calibre .50, 7,62 x 51 mm, e incorporar como arma principal un cañón automático de calibre 30 mm, tal como un Bushmaster Mk. II.
El traverso es de 360° y está dotado con sistemas de miras nocturnas, miras térmicas y cámara de alta resolución con aumentos.
La torreta REMAX será el sistema primario de armas del blindado de tropas VBTP-MR Guarani, cuando esté como único medio de tropa blindado del Ejército de Brasil. El proyecto actualmente está en la fase de aceptación e instrucción de tropa para su operación, siendo sólo objeto de mejoras menores con el fin de reducir el peso final del sistema, sin afectar su desempeño.

## Desarrollo
La torreta REMAX ha sido desarrollada con un propósito prospectivo, es decir; a medida que hayan disponibles mejoras y/o avances en sistemas de armas, se irán incrementando gradualmente sus capacidades, alcanzando lkas siguientes fases:
- Fase I  : Capacidad de tiro diurna con ametralladoras de calibres 7,62 x 51 mm y calibre .50,
- Fase II : Capacidad de usar en conjunto la ametralladora 7.62mm,
- Fase III: Se adicionará la capacidad de tiro nocturno, sistema de contramedidas y armamento más pesado,
- Fase IV : Se añade sistema de giroestabilizador, estabilización en plano cartesiano, brindándole a la torreta la capacidad de tirar en movimiento.

### Armamento
- Fase 1

- Ametralladora M2HB - Arma principal,
- 4 Tubos lanzagranadas calibre 81, como sistema contramedidas,
- Sistemas de miras térmicas, visión HD y visión nocturna.

- Fase 2

- Ametralladora M2HB - Arma principal,
- M249 SAW - Arma secundaria,
- 4 Tubos lanzagranadas calibre 81, como sistema contramedidas, capacidad de tiro en movimiento,
- Sistemas de miras térmicas, visión HD y visión nocturna.

- Fase 3

- Mk44 Bushmaster II - Arma principal,
- Ametralladora M2HB - Arma secundaria,
- M249 SAW - Arma secundaria, opcional como arma contra infantería,
- 4 Tubos lanzagranadas calibre 81, como sistema contramedidas,
- Sistemas de miras térmicas, visión HD y visión nocturna.

## Usuarios
- Brasil - Equipa los Guaraní.
- Ghana - Equipa los VBTP-MR Guaraní adquiridos por el país.